# Ctenophthalmus wagneri
Ctenophthalmus wagneri är en loppart som beskrevs av Tiflov 1928. Ctenophthalmus wagneri ingår i släktet Ctenophthalmus och familjen mullvadsloppor.

## Underarter
Arten delas in i följande underarter:
- C. w. wagneri
- C. w. krym
- C. w. schuriscus